# Мали Годен
Мали Годен (на сръбски: Мали Годен; на албански: Godeni) е село в Косово, разположено в община Гниляне, окръг Гниляне. Населението му според преброяването през 2011 г. е 29 души, от тях: 29 (100 %) албанци.

## Население
Численост на населението според преброяванията през годините:
- 1948 – 179 души
- 1953 – 190 души
- 1961 – 226 души
- 1971 – 254 души
- 1981 – 139 души
- 1991 – 164 души
- 2011 – 29 души